# Cluniella
Cluniella is een geslacht van hooiwagens uit de familie Triaenonychidae.
De wetenschappelijke naam Cluniella is voor het eerst geldig gepubliceerd door Forster in 1955. 

## Soorten
Cluniella omvat de volgende 3 soorten:
- Cluniella distincta
- Cluniella minuta
- Cluniella ornata